# マヤのマンション
『マヤのマンション』は、漫画アプリcomicoに連載されていた日本の漫画。作者はWolf_D。
多重人格（解離性同一性障害）をテーマにした作品であり、心の中に住む人格たちが織り成すドラマを描いている。タイトルにマンションと謳ってはいるが、実際の建築物という意味ではなく、主人公の心の中の世界に聳える屋敷を指す。複雑な伏線が張り巡らされており、サスペンスの要素も併せ持っている。また全編カラーという発表媒体の特色を活かした演出も特徴。

## プロローグ
最近とあるマンションに引っ越してきた「彼女」に関する街頭インタビューから、物語は始まる。人々が「彼女」に抱く印象はさまざまで、「料理が得意」「無賃乗車でトラブルを起こした」「お天気屋」「古美術への造詣が深い」「さまざまなジャンルの本を読む」「ぶっきらぼうに電話に出る」「そそっかしい」など一定しない。
当の「彼女」は、引っ越してきたばかりの部屋にて荷解きの最中で、無数の付箋が貼られたコルクボードを取り出しているのだった。

## 用語
色
各人格には一色ずつ色が割り当てられており、人格の色調もすべてそれぞれの持ち色に準ずる。現実世界では光の座に立った人格の色を基調とした描写がされ、こうすることでどの人格が肉体を動かしているかが読者に明確に伝わるよう工夫されている。同時に人格たちは割り当てられた色を好む傾向があり、歯ブラシなど同じ道具であってもそれぞれの人格に合せた色を用意する。
屋敷
荒涼とした世界の中にそびえ立つ3階建ての屋敷。作品タイトルの「マヤのマンション」とはこの屋敷のことを指す。最上階の一部屋だけ、奇妙な形にねじれており、これを見たマヤは「痛そう」と感想を抱いている。屋敷の中は一様に暗く、奥まった位置に光の座があるほか、霧が立ち込めていたり突如階層が変わったりと外観どおりのものではない。
光の座
屋敷内部の暗闇に一か所だけ光が注がれる場所であり、ここに立つ人格が実際に肉体を動かすことができる。人格たちの風貌は光の座に立つことで現実の外観に変わる。覗き見る程度は可能であるが、基本的に複数の人格が同時に立つことはできず。また交替する側、される側双方が交替の意思がない状態で強引に入れ替わると激しい 頭痛を伴う。なお、光の座に人格が不在となると肉体は意識を失ってしまう。
コルクボード
人格たちが情報交換をするために自室に設けたもの。各人格の持ち色のメモが大量に貼られた人格同士の伝言板。人格ごとに筆跡は全て異なる。これらのメモによって現実世界の出来事をある程度補足し合い、日常生活に支障がないように努めている。買い物の依頼などもこれで行われているが、堅物であるエイダンのメモにユリアが「かわいいノート」と書き足したため、依頼されたソフィーが混乱したことがある。
世界観
以下の点で敢えて明確にしない部分を残す演出が垣間見える。
欧米の一都市と思われる街が舞台だが、ほとんどの人物に苗字やミドルネームが存在しなかったり、看板は日本語で書かれていたり日本特有の文化（朝ドラ）などが飛び交っている。
過去に住んでいた街は「イリス」としているが、引っ越し先の現在の街の描写は見られない。
ほぼ現代ではあるが、携帯電話、パソコンなど身近なIT機器は登場しないため、時代描写もやや曖昧である。
マヤとユリア
肉体の本名は当然マヤであるが、引っ越し直後にユリアが活動していた時、テオに「ユリアです」と自己紹介してしまったことから、現在の街では「ユリア」で通さざるをえなくなってしまった。実生活で表に出てくる人格は主にユリアであるため、実害はほぼないが、マヤの過去を調べようとしたエリンたちを混乱に陥れている。
覚醒
人格たちは自分たちが幻の存在であるということを認識しておらず、またその情報は暗闇による妨害で知りえない状況である。しかし、偶然により知りえた場合など暗闇の影響が及ばない方法で多重人格の事実を認識できると「幻ゆえに心の中では自由に活動できる」ようになり、覚醒者となる。

## 登場人物

### 心の中のルームメイトたち
心の中の人格であり「ルームメイト」「家族」などと呼び合う人たち。マヤの肉体を共有しているため造形は全員同じである。このため成人男性のエイダンは華奢で女性の体格であり、30代後半のソフィーが若々しいなど違和感のある人格もある。
人格の判別は服装、髪型、口調、表情に加え、全身が持ち色になっている点などで容易に可能である。
マヤ（Maya）
本作の主人公で10代の女性。肉体の持ち主「主人」であり、物語の語り手でもある。持ち色は赤（実際はピンクに近い）。外見はエプロン姿で髪は左側を一房だけ編んでいる。
穏やかで優しく、何事にも前向きで一生懸命な少女。「主人」ではあるが、過去の記憶をほとんど持っておらず、嗜好もない。また当初は他の人格と意思疎通すらできず、辛うじてエイダンからの一方的な語りかけが理解できる程度であった。そのため社会性はやや乏しく、引っ越し先ではエイダンから外出を制限されていた。
エイダンとの交信を徐々に増やせるようになると、彼から教育を受け「主人」としての風格を身に着けるべく勉強中である。
その後荒野で見つけた屋敷に入ったことをきっかけに他の人格と普通に交流できるようになった。
モノローグでは大抵「私の名前はマヤです」と切り出す。また常に両手を胸の前で構える癖がある。
ユリア（Yulia）
明るさと社交性を司る10代女性。持ち色はオレンジ。外見はスタジャンにミニスカート、ロングブーツを履き、長髪を数点束ねたポニーテール姿。
機械好きで自動車整備士の資格を持つ（名義は当然マヤだが）。引越先でテオと知り合ったことがきっかけでテオと同じ職場で働くことになるが、エイダンの指示で整備所は辞めさせられ、現在はパン屋の売り子として悪戦苦闘の日々を送っている。
非常に明るく快活で誰からも好かれる性格だが、反面思慮深さに欠けており、対照的な性格のエイダンとはしばしば対立している。
色恋沙汰にはエリンに「おニブちゃん」とからかわれるほど鈍く、テオが好意を抱いていることをソフィーに教えられてようやく理解したほど。当初は当惑しつつも少しずつ自身の気持ちを整理していたが、事態を察したエイダンによって徐々に追い詰められていく。
人格の年齢が近いマヤとは非常に仲が良いが、一方で「主人」としての風格にはやや懐疑的な様子が見られる。
光の座にいる状態でも他の人格と会話することが可能だが、現実世界の会話と混線状態になることもある。一方で光の座周辺以外にはあまり行動することがなく、自分から他の人格を探しに行くことができないが、代わりに大声で歌うことで無理やり人格を呼び出すという荒業をマスターしている。
エイダン（Aidan）
20代後半の男性で持ち色は緑。知識と思考力を司っておりルームメイトの司令塔的存在。服装は非常にシンプルでシャツにスラックス、髪も整えることなく適当に流している。心の中に自室を持っており、数点の肖像画と膨大な量の蔵書に囲まれて過ごしている。
一つの肉体に複数の人格が宿っている現状を憂慮し、マヤを「主人」として教育し、最終的には「一つになる」ことを目指して奔走している。
さまざまな知識を有し、冷静かつ慎重に行動する。現在の街への引っ越し、就職、生活ルールなどはすべて彼の発案である。
論理的な頭脳の持ち主である一方で人間味はやや薄く、テオがユリアに寄せる好意には感づいたものの、ソフィーに相談して確信するなど微妙な感情の機微には非常に疎い。マヤにだけは穏やかな態度を見せるため、ユリアに「マヤはエイダンのお気に入り」などと揶揄されている。
しばしば意見が対立するユリアには「トイレが苦手」と思われており、実際その間光の座にはその周囲を含めて現れない。そのためユリアにはエイダンを避けていたい時に利用されている。
実は4人格の中で唯一の覚醒者であり、本棚を出現させ、直接ぶつけて攻撃したり、囲い込んで相手の動きを封じるなど（明らかに本棚本来の使い道ではないが）自在に操ることができる。
ソフィー（Sophie）
30代後半の女性。勤勉と空想を司る人格で、持ち色は藍（おまけコーナーでユリアに「青でいいじゃないか」とツッコまれてたが、その際は「ものごとは正確に伝えないといけない」とカラーコードまで引き合いに出して藍を強調していた）。清楚なゴシック風衣装を纏い、髪は丸めて後ろでまとめている。
丁寧かつやわらかいが、やや時代がかった上品な口調で話す。大きな屋敷の管理人で使用人たちや会計を一手に引き受けていると称しているが他の人格はそれらを見たことはない。料理はプロ級の腕前であり、それを知るマリーは厨房の仕事をさせるべきだと主張している。ただしウォルターはユリアの力量しか知らないため、マリーの話はまったく信用されていない。
普段は屋敷の管理の仕事に追われているためあまり光の座に現れることはないが、時折不慣れなパン屋の仕事に疲れているユリアの交代要員として働いている。
他人の心情には極めて敏く、他人が持つ内面の心理を的確に見抜き、意見調整にも長けている。その一方で金銭感覚にはやや乏しく高価な古物の花瓶を衝動買いし、騒動を起こしたことがある。
光の座に立っている間、付近にいる多人格との意思疎通はあまり上手くなく、肉体を休めながら出ないと対話できない。

### 封印されていた隣人たち
当初登場する人格はマヤ、ユリア、エイダン、ソフィーの4人のみだったが、物語が進むにつれ、封印されていた人格たちが明らかになってくる。彼らは概ね好ましからざる性格をしており、たびたびトラブルを起こすことを憂慮したエイダンによって封じ込められていた。そのためエイダンへの恨みは深く、封印が解けると反撃に転ずる。また彼らはそれぞれ独自の容姿をしており、外見上肉体との整合性はなく、光の座に立った時のみ、容姿が変貌する。
カミラ（Kamilla）
怒りと暴力を司る人格。20代で持ち色は黄色。襟元にヒョウ柄をあしらったライダースーツに身を包み、ウェーブのかかった髪を後ろに流している。非常に短気で喧嘩っ早く、マヤの中等部から高等部時代にかけて暴行事件を数多く引き起こし、その咎を結果的にではあるが、マヤ・クラビスに押し付けていた。見かねたエイダンによってクリスとともに封印され、エイダンの「一つになる」計画から排除されていた。そのため復讐の機会を伺い続け、封印が解けるとマヤとマヤ・クラビスを人質にエイダンに襲い掛かり、光の座を独占しようと目論む。
極めて粗暴である一方、封印されている間にエイダンの記憶を読み抜き、覚醒者として豹を繰る能力を得るなど狡猾な一面を併せ持つ。また本人曰く「自分から喧嘩を売ることはなく、売られた喧嘩をありがたく買ってやってる」とのこと。
クリス（Chris）
ソバカス顔にニット帽を被った10代男性。吃音でナイフを携行している憎しみと挫折を司る。常に攻撃を弱者に向け、陰湿かつ卑怯な振る舞いで充足感を得ている屈折した人格。反面理論家のエイダンや、暴力で解決するカミラなど自分より強い相手には弱く、窮すると逃げ出してしまう。エイダン曰く「カミラより厄介な奴」。
大抵はまずクリスが騒動を起こし、それをカミラが暴力で解決する負の連鎖ができあがっていたため、エイダンによって彼もまた封印されていた。
プロローグで無賃乗車騒動を起こしたのは実はクリスであり、似た色のソフィーであるかのように誘導するミスディレクションがなされている。
マヤ・クラビス（Maya Clavis）
持ち色は紫。「主人格」。容姿は現実世界のマヤそっくりであるが、現在の肉体よりやや幼い中等部の頃の姿。常にうつむき加減で全身傷だらけであり、手を引かれて移動することは可能だが、語り掛けても反応は一切見せない。腰に鍵束を所持しており、混乱のすべてを知りうる人格。精神が極限に追い込まれると暗闇によって辛い記憶をノートにして分離させされたり、さらには他の人格を作り出されたりしている。この際引き裂かれるような苦痛を受けるらしく、危惧したエイダンによって封印という形で保護されていた。彼女の存在を知ったマヤは「主人」のしての地位が揺らぎ、激しく動揺する。
他の人格の年齢が「10代」など曖昧な表記がされる中、唯一20歳と断定されている。ちなみにクラビスとはラテン語で「鍵」の意味。
暗闇
エイダンには「闇の手」とも呼ばれる黒い霧状の塊から白みがかった乳幼児の腕を複数生やした存在で、厳密には人格ではない。人格たちが「多重人格者の人格の一部にすぎず、幻の存在である」という情報を得ないよう、そのような状況になるとどこからともなく現れ人格たちの目と耳を塞いでしまう。ただし、人格自身が事実を知りたいと意識すると阻むことはできない。
エイダンはこの呪縛から逃れ、覚醒者になることができた。しかし他の人格たちに、多重人格の事実を暗闇の妨害によって伝えることができず、エイダンは「一つにある」というあいまいなテーマで人格統合に取り組まざるを得なくなった。

### 街の人々
主にユリアが働き、生活する街で接点のある人々。引っ越してきたときのユリアの失言から街ではユリアで通っている。住み始めてから日が浅いこととエイダンが人との接点を極力避ける方針をとっているため、知人は多くなく、またマヤの抱える多重人格のことを知る人もいない。
なお街の人々と接する役目は、大半はユリアが請け負っているため、この項目では特筆しない限り主語をユリアとする。
テオ
ユリアの住むマンションの隣人（実際は下の階層に住む）で整備工として働く青年。ミスター・スパナの車を借りて整備していた時にユリアと出会ったことが縁でユリアに自分の職場を紹介する。当初は妹分のような存在であったユリアに好意を抱くようになるものの、想いを打ち明けるきっかけが見いだせず、またユリア自身が恋愛方面の心理に非常に鈍いこともあり、なかなか進展しない。
他人との接点を増やすことを警戒するエイダンに疎まれ、彼の布石によって突然職場を去ったユリアを案じている。
他人格を含めもっとも接点が多い人物であり、頻繁に性格が変わるユリアの態度に違和感を覚えながらも、その秘密には全く気付いていない。
エリン
ユリアの転職先のパン屋の近くに勤務する美容師で、ユリアと挨拶を交わすうちに仲良くなった女性。陽気でおしゃべりな性格の類似に加え、テオとも学生時代から友人だったことが判明し、共通の話題で盛り上がったことから付き合いは浅いものの、非常に仲が良い。
一方で女性特有の勘の良さで、薄々ではあるがユリアが見せる性格の変貌に違和感を覚えている。
エリンの心象風景がわずかに描かれたことがあったが、エリンは多重人格ではないので、登場する人格はエリン本人一人のみである。
ウォルターとマリー
パン屋を経営する夫婦でユリアの雇い主。ユリアは売り子を担当しているが、そそっかしく手際が悪いためウォルターにはあまり信用されていない。一方でマリーはソフィーが光の座に現れた際に料理の腕前を披露されていることから、ぜひキッチンに立たせるべきだと主張している。しかし、ウォルターはソフィーと接触していないため不信感を払拭できておらず、印象がちぐはぐになっている。
ミスター・スパナ
ユリアの勤めていた整備工場の元同僚。テオにとって先輩でもある。長髪を超強力ワックスで立たせ、その中央を大きく凹ませており、文字通り「スパナ」の様な特異なヘアスタイルをしている。女性にはあまり縁がないらしい。
整備工だけあって自分の愛車をあちこちチューニングしているが、髑髏をあしらった乗り手をかなり選ぶデザインを施しており、エリンをドン引きさせた。
なお、ユリアとの接点の描写は過去に限られており、またユリア以外の人格と接している描写もない。